# Les Trois Petits Cochons
Pour les articles homonymes, voir Les Trois Petits Cochons (homonymie).
 (juin 2017).
Les Trois Petits Cochons apparaissent pour la première fois sous forme imprimée dans les Nursery Rhymes of England de James Halliwell (Londres et New York, 1886), qui aurait recueilli l'histoire auprès d'une nourrice. Le conte est ainsi réputé avoir une origine orale traditionnelle qui pourrait remonter au XVIIIe siècle, voire plus loin. Ce conte a été rendu célèbre dans le monde par l'adaptation des studios Disney en 1933, à partir de la version que le folkloriste australien Joseph Jacobs avait publiée dans ses English Fairy Tales en juin 1890. Le conte ne semble pas être connu en France avant l'adaptation du dessin animé pour Mickey en 1934, et la traduction de la chanson des petits cochons, « Prenez garde au grand méchant loup ».

## Histoire (version de Joseph Jacobs)
Les trois petits cochons veulent vivre leur vie et quittent le foyer familial pour tenter leur chance dans le monde. Le premier petit cochon se construit une maison de paille. Le deuxième petit cochon se construit une maison faite de bois. Le troisième petit cochon se construit une maison de briques et de ciment.

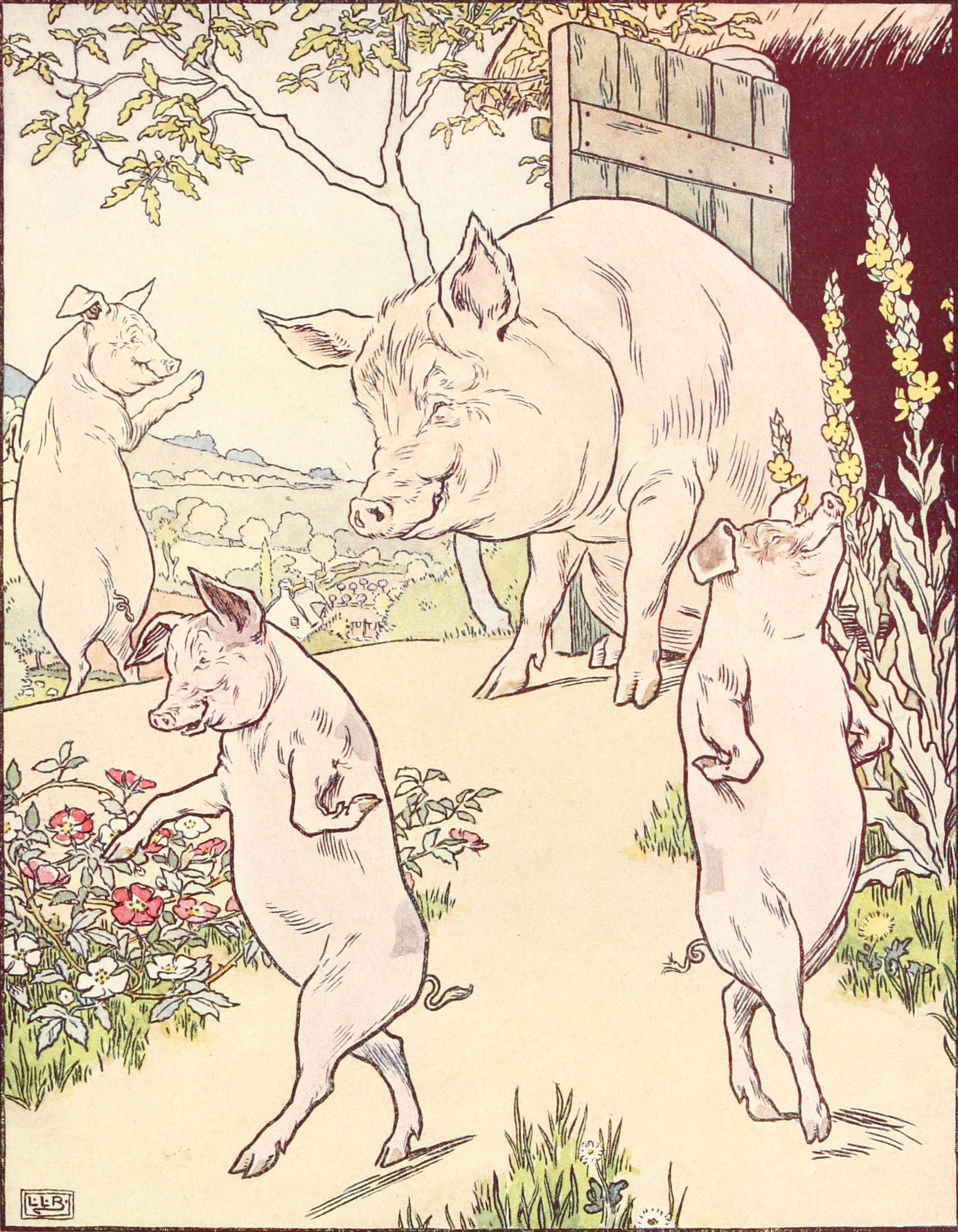
Les trois petits cochons et leur mère. Illustration de L. Leslie Brooke, extraite de The Golden Goose Book, Londres, Frederick Warne, 1905.

Le grand méchant loup parvient à détruire les maisons des deux premiers petits cochons en soufflant dessus et les dévore. En revanche, il est impuissant contre celle du troisième petit cochon.
Pour le faire sortir de sa maison, le loup lui propose d'aller chercher des navets avec lui. Mais le cochon sort tôt le matin et rentre chez lui avec les navets avant l'arrivée du loup. Le loup retente sa chance et propose au cochon d'aller cueillir des pommes. Le cochon part à nouveau avant l'heure, mais ayant eu du mal à grimper à l'arbre, le loup arrive à son tour. Le cochon lance alors une pomme très loin en proposant au loup de la goûter. Pendant que le loup la ramasse, il se sauve. Le loup persévère et propose au cochon d'aller à la foire. Arrivé le premier à la foire, le cochon achète une baratte. Sur le chemin du retour, il voit venir le loup : il se cache alors dans la baratte et dévale la pente, ce qui fait peur au loup.
Ce dernier retourne à la maison du petit cochon et découvre que c'est le petit cochon qui lui a fait peur. En colère, il décide de rentrer par la cheminée pour dévorer le cochon. Mais il tombe dans une marmite de soupe bouillante et le cochon le mange pour son dîner.

## Autres versions
Dans la version de Walt Disney, les trois petits cochons survivent : le loup détruit d’abord la maison de paille du premier petit cochon en soufflant dessus. Ce dernier s’enfuit pour se réfugier dans la maison de bois du deuxième petit cochon. À nouveau, le loup détruit la maison de bois en soufflant dessus. Les deux petits cochons s’enfuient et se réfugient dans la maison de briques du troisième petit cochon. Cette fois, le loup a beau souffler, il ne parvient pas à détruire la maison. Furieux, il s’éloigne et revient quelques jours plus tard, décidé à attraper les trois petits cochons en entrant par la cheminée de la maison en brique. Les petits cochons l’ont vu venir, et, le troisième petit cochon plus malin que les autres, place une marmite d’eau bouillante dans la cheminée. Le loup tombe dans la marmite et se brûle si fort le derrière qu'il repart par la cheminée, s’enfuit et ne reviendra plus jamais.

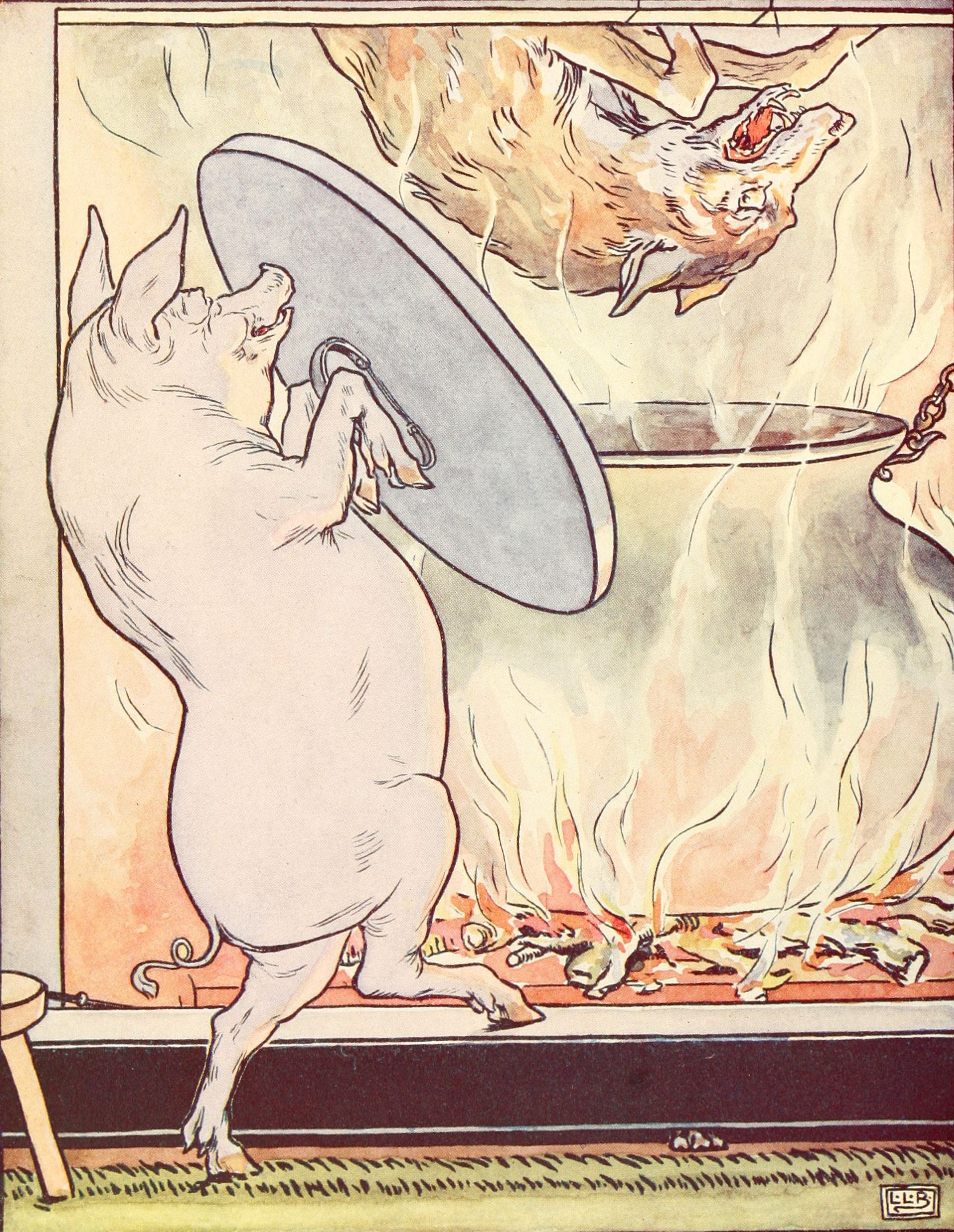
Le loup tombe dans la marmite. Illustration de L. Leslie Brooke, 1905.

## Variantes

### Conte du Tyrol italien
Dans un conte originaire du Tyrol italien, trois petites oies qui reviennent de la foire se retrouvent obligées de passer la nuit dans un bois, et se bâtissent chacune une maison pour se protéger contre le loup ; les deux premières oies se bâtissent respectivement une maison de paille et de bois, mais la troisième se bâtit une maison de fer. Le loup vient frapper chez la première oie et lui dit que si elle refuse de lui ouvrir la porte, il renversera sa maison. Elle refuse, le loup renverse la maison de paille et la mange. Même chose avec la maison de bois et la deuxième oie. Mais en voulant renverser la maison de fer de la troisième, le loup se casse une patte. Il s'en fait refaire une par un serrurier, et revient frapper chez la troisième oie en ajoutant qu'il aimerait entrer chez elle pour se faire cuire une soupe. L'oie lui répond alors qu'elle va elle-même lui en faire cuire une. Quand l'eau est bouillante, elle demande au loup d'ouvrir la gueule et la lui fait boire par la fenêtre. Le loup meurt et la troisième petite oie sort ses deux sœurs de son ventre.
Dans un conte vénitien presque identique, le loup ne renverse pas les maisons des deux premières petites oies grâce à sa patte, mais grâce à une canonnade d'un certain genre.

### Conte espagnol
Dans le conte espagnol (Fernán Caballero, « Otra versión del Carlanco », in Cuentos populares i infantiles, p. 53 de l'édition de Leipzig), trois petites brebis se réunissent pour bâtir une petite maison de branchages et d'herbe. Quand elle est finie, la plus grande se met dedans, ferme la porte et laisse les autres dehors. Celles-ci bâtissent une autre maison dans laquelle s'enferme la seconde. La petite restée seule abandonnée voit passer un maçon qui, touché de ses pleurs, lui construit une maison toute hérissée de pointes de fer pour qu'elle soit à l'abri des attaques du carlanco, sorte de loup garou. Le carlanco vient en effet et dit à la plus grande brebis de lui ouvrir ; sur son refus, il enfonce la porte de branchages et mange la brebis. Il mange aussi la seconde. Mais quand il arrive à la maison de la troisième et qu'il veut ouvrir la porte, il se jette contre les pointes qui lui entrent dans le corps et il périt.

## Réécritures
Le conte des trois petits cochons a inspiré de nombreux auteurs pour des réécritures. On peut citer entre autres :
- « The three little Pigs », poème en rimes par Roald Dahl publié dans le recueil Revolting Rhymes.

Après avoir dévoré les deux premiers cochons, le loup essaye de détruire la maison en briques du troisième cochon. N'y arrivant pas, il décide de revenir durant la nuit et de la détruire avec de la dynamite. Le cochon, paniqué, prend son téléphone et appelle le petit chaperon rouge à la rescousse. Celle-ci abat le loup d'une balle dans la tête avec un pistolet caché dans sa culotte. Elle se fabrique un manteau de fourrure avec le loup décédé, puis une valise en peau de cochon...
- La Vérité sur l'affaire des trois petits cochons[8], album de J. Scieska illustré par Lane Smith : le loup livre sa version des faits et se défend d'être le grand méchant.

- Les Trois Petits Loups et le Grand Méchant Cochon[9], album d'Eugène Trivizas illustré par Helen Oxenbury : trois petits loups tout doux veulent se construire une maison. Mais voici que surgit le terrible Grand Méchant Cochon…

- Les Trois Petites Cochonnes[10], album de Frédéric Stehr : trois petites cochonnes quittent leur maman pour se chercher un mari… Le problème, c'est que le loup sait très bien se déguiser en cochon idéal.

- Les Trois Cochons[11], album de David Wiesner : lorsque les trois petits cochons décident de s'échapper des pages du livre, le loup a beau souffler, pousser, comme il commence à avoir l'habitude de le faire, toute la suite de l'histoire change…

- Les Trois Petits Cochons[12],[13], bande dessinée de Tarek, Aurélien Morinière et Svart : deux loups pacifistes sont convoqués par un magicien dans la grande forêt humide. Ce dernier leur apprend qu’ils sont les heureux élus d’un nouveau conte. Après s'être perdus dans la grande forêt humide, nos deux loups apprennent avec horreur que leur mission est la suivante : être de grands méchants loups et dévorer les cochons. Mais c’est impossible, nos deux loups ne mangent pas de cochons et ils en ont assez de se faire traiter de méchants alors qu’ils n’ont rien fait.

- Les trois petits loups et le grand méchant cochon (1993), texte d'Eugène Trivizas et Helen Oxenbury.

- Le grand méchant cochon et les trois gentils petits loups (1974), disque de Jérôme Savary et Le Grand Magic Circus.
- Cabanes (2017), livre jeunesse d'Aurélien Débat, éditions Les Grandes Personnes.
- Les trois petits cochons et le grand méchant livre (2021), livre jeunesse de Lucy Rowland et Ben Mantle. Dans cette version, les cochons et le loup sortent du livre et finissent par coopérer pour éviter que l'histoire ne se répète. Ils finissent par décider d'être amis.

## Interprétation
L'interprétation la plus évidente de ce conte est celle de la capacité d'anticipation et le courage dans l'adversité, symbolisée par le loup. L'individu se contentant de se préparer comme les deux premiers petits cochons se fera détruire par les vicissitudes de la vie. Seule la personne se construisant une base solide peut faire face aux aléas.
C'est aussi, selon Bruno Bettelheim dans Psychanalyse des contes de fées, une façon de dire aux enfants qu'on ne peut pas toujours dans la vie agir selon le principe de plaisir – les deux premiers petits cochons ne pensent qu'à s'amuser – mais qu'il faut se soumettre aussi au principe de réalité quand la vie l'impose. D'après cet auteur, ce conte (dans la version présentée ici) convient tout particulièrement aux jeunes enfants de quatre-cinq ans.
C'est également une allégorie rappelant que les enfants devenus grands quittent le foyer familial pour vivre leur vie, et que la vie est faite de choix – bons ou mauvais – qu'il faut assumer.

## Adaptations (cinéma et musique)
- 1933 : Les Trois Petits Cochons, court-métrage animé des studios Disney
- 1942 : Blitz Wolf, cartoon de Tex Avery. En pleine Seconde Guerre mondiale, le réalisateur Tex Avery met en scène trois petits cochons en guerre contre un grand méchant loup incarnant Adolf Hitler (Animation de propagande).
- 1943 : La Polka des pourceaux (Pigs in a Polka), court-métrage de Merrie Melodies, mettant en scène les Trois Petits Cochons et Le Grand Méchant Loup sur la musique Danses hongroises de Johannes Brahms
- 1949 : dans Un lapin dans le vent (The Windblown Hare), un dessin animé de Robert McKimson, ayant pour vedette Bugs Bunny, Bugs se fait berner par les deux premiers petits cochons qui lui vendent, respectivement, la maison de paille et celle de bois. Pour se venger du grand méchant loup qui a démoli ses maisons, Bugs fait prendre au conte un virage inattendu.
- 1996 : Les 3 Petits Cochons, long-métrage d'animation de Karl Anders Holman[15]
- 2007 : Les 3 P'tits Cochons, long-métrage québécois de Patrick Huard. C'est une adaptation très libre et contemporaine.
- 2010 : un épisode de la série d'animation Simsala Grimm[16].
- 2013 : Le Grand Méchant Loup, long-métrage français de Nicolas Charlet et Bruno Lavaine. Remake du film québécois susmentionné.
- 2015 : Les trois petits cochons, chanson d'Henri Dès dans l'album "La ménagerie des animaux".
- 2024 : Les trois petits cochons, chanson de Philippe Garcia-Ortuno.